# Eriphia
Genre
Eriphia est un genre de crabes.

## Liste d'espèces
Selon ITIS (5 mai 2024) :
- Eriphia gonagra (J. C. Fabricius, 1781)
- Eriphia sebana (Shaw & Nodder, 1803)
- Eriphia smithii MacLeay, 1838
- Eriphia verrucosa (Forskal, 1775)

Selon World Register of Marine Species (5 mai 2024) :
- Eriphia ferox Koh & Ng, 2008
- Eriphia gonagra (Fabricius, 1781)
- Eriphia granulosa A. Milne-Edwards, 1880
- Eriphia scabricula Dana, 1852
- Eriphia sebana (Shaw & Nodder, 1803)
- Eriphia smithii MacLeay, 1838
- Eriphia squamata Stimpson, 1859
- Eriphia verrucosa (Forskål, 1775)